# 5580 Sharidake
5580 Sharidake este un asteroid din centura principală de asteroizi.

## Descriere
5580 Sharidake este un asteroid din centura principală de asteroizi. A fost descoperit pe 10 septembrie 1988 la Kitami de Kin Endate și Kazuro Watanabe. El prezintă o orbită caracterizată de o semiaxă mare de 2,26 ua, o excentricitate de 0,15 și o înclinație de 5,8° în raport cu ecliptica.